# Erina Jamaneová
Erina Jamaneová (japonsky 山根 恵里奈, * 20. prosince 1990 Hirošima) je japonská fotbalistka.

## Reprezentační kariéra
Za japonskou reprezentaci v letech 2010 až 2019 odehrála 26 reprezentačních utkání. Byla členkou japonské reprezentace i na Mistrovství světa ve fotbale žen 2015.

## Statistiky
| Japonsko | Japonsko | Japonsko |
| Roky     | Záp.     | Góly     |
| -------- | -------- | -------- |
| 2010     | 1        | 0        |
| 2011     | 0        | 0        |
| 2012     | 0        | 0        |
| 2013     | 3        | 0        |
| 2014     | 9        | 0        |
| 2015     | 5        | 0        |
| 2016     | 3        | 0        |
| 2017     | 2        | 0        |
| 2018     | 0        | 0        |
| 2019     | 3        | 0        |
| Celkem   | 26       | 0        |

## Úspěchy

### Reprezentační
- Mistrovství světa:  2015
- Mistrovství Asie:  2014